# Arsenat

Strukturformeln för en arsenatjon.

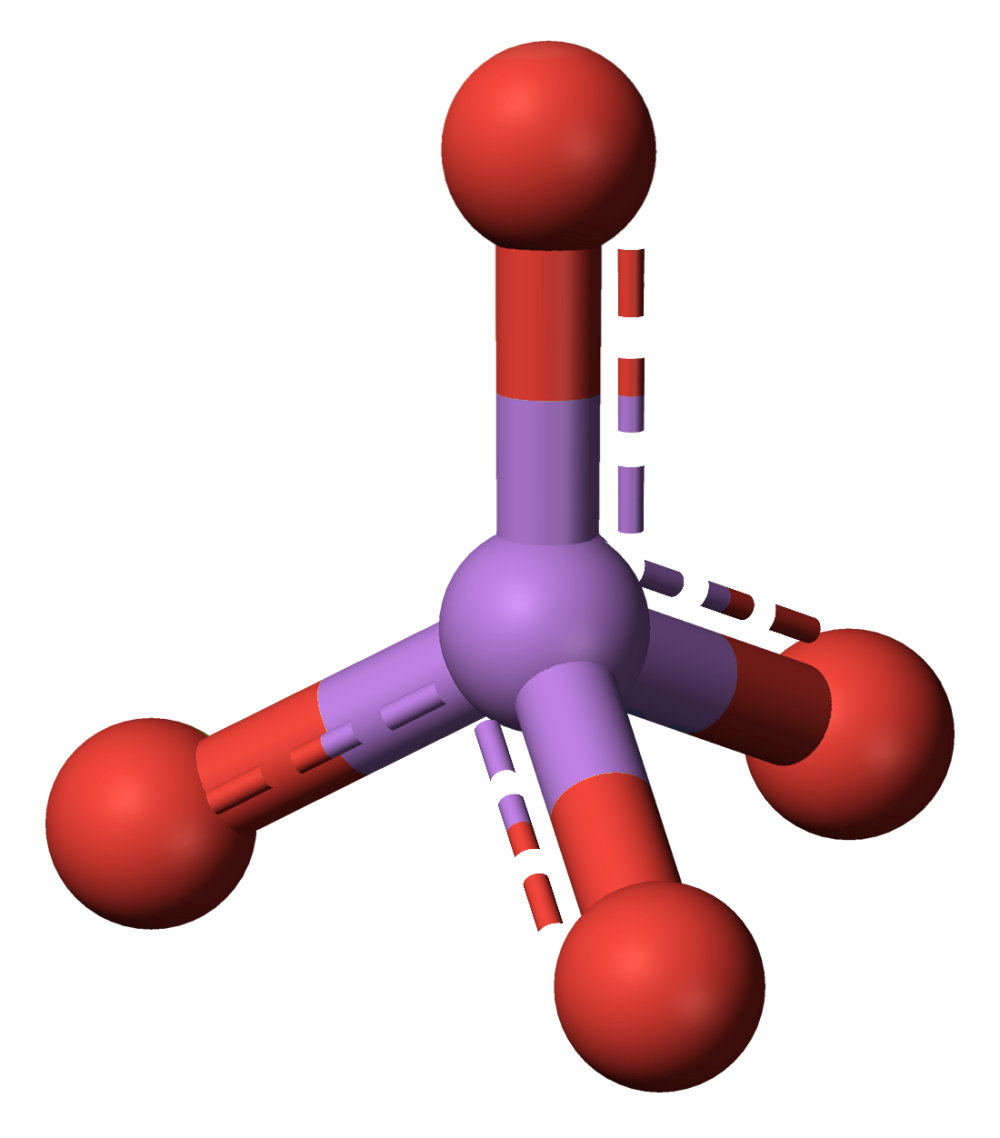
Molekylmodell av en arsenatjon.

Arsenater är salter av arseniksyra. Arsenatjonen består av en arsenikatom omgiven av fyra syreatomer. Den har laddningen -3 och brukar skrivas AsO43–.
Arsenater liknar i många avseenden fosfater och kan också uppträda i formerna HAsO42– och H2AsO4–.

## Arsenatförgiftning
På grund av likheten med fosfat kan arsenat ersätta fosfat i kroppens glykolys, vilket gör att kroppen inte längre kan producera fungerande adenosintrifosfat. Arsenat blockerar glykolysen vilket är det som gör den så giftig. Alla arsenater är mycket giftiga.